# Miho Yoshioka (actriz)
Miho Yoshioka (吉岡 美穂 Yoshioka Miho?, born 3 February 1980) es una tarento, actriz y ex gravure idol. Su verdadero nombre es Miho Hine (日根 美穂 Hine Miho?)  . 
Ella nació en Higashiōsaka, Prefectura de Osaka. Está representada con la agencia One Eight Promotion. 

## Filmografía

### Películas
| Fecha | Título                                          | Distribuidor                      | Papel          | Director       |
| ----- | ----------------------------------------------- | --------------------------------- | -------------- | -------------- |
| 2003  | Ganryujima                                      |                                   | Kame           | Seiji Chiba    |
| 2003  | Godzilla x Mothra x Mechagodzilla: Tokyo S.O.S. | Toho                              | 25ª heroína    | Masaaki Tezuka |
| 2005  | Karaoke -Jinsei Kamihitoe-                      | Excellent Film/Libero             | Yoko Muraoka   | Hiroyuki Tsuji |
| 2006  | Caonne                                          | Caonne Production Committee       | Maria Hidaka   | Izam           |
| 2006  | Sun Scarred (Taiyo no kizu)                     | Cinema Paradise                   | Kaori Katayama | Takashi Miike  |
| 2007  | Anata wo Wasurenai                              | Sony Pictures Entertainment Japan | Asako Tojima   | Junji Hanado   |